# Chasmatopterus almeriensis
Chasmatopterus almeriensis är en skalbaggsart som beskrevs av Baraud 1965. Chasmatopterus almeriensis ingår i släktet Chasmatopterus och familjen Melolonthidae. Inga underarter finns listade i Catalogue of Life.